# Lelex (král Sparty)
Lelex (starořecky Λέλεξ) byl v řecké mytologii první spartský král. Vládl v zemi nazvané po něm Lelegia, na území, které se dnes nazývá Lakónie.
Lelex figuruje v řeckých mýtech jako první spartský král. Králem se stal na území Lakónie, kterou v té době ještě obývalo původní neřecké obyvatelstvo Pelasgů. Tuto zemi pak pojmenovali po něm Lelegia a její obyvatele Lelegové. Manželkou Lelexe byla najáda Kleochareia, se kterou měl dva syny – Mylea a Polykaóna a dceru Therapné. Starší syn Myles se později stal jeho následníkem a mladší Polykaón se stal prvním králem Messénie.
Po smrti krále Lelexe mu na jeho počest postavili potomci héróon, který ve druhém století na svých cestách po Lakónii viděl Pausaniás. Héróon byl památník postavený pro héroa (hrdinu), obvykle byl ve tvaru tholu či malého chrámu.